# Лочевци
Лочевци су насеље у Србији у општини Горњи Милановац у Моравичком округу. Према попису из 2022. било је 52 становника. Ово насеље удаљено је 11 км од Горњег Милановца. Налази се у Такову, на старом путу за Пожегу. Надморска висина је од 380 до 540 м, а површина је 354 ха.
Лочевци су некада припадали општини Таково, као и црквеној парохији црквице на Савинцу. Сеоска слава је први дан Тројица.
Кроз село протиче река Дичина. Овде се налазе Стари споменици на сеоском гробљу у Лочевцима (општина Горњи Милановац).

## Историја
Становништво села се једним делом иселило доласком Турака. У 18. веку овде су се населили досељеници из Босне, Црне Горе и Старог Влаха. Име Лочевци први пут се помиње у турском попису 1525. године под именом Бранишинци. Тада је имало 48 домова.
У ратовима у периоду од 1912. до 1918. године село је дало 26 ратника. Погинуло их је 18 а 8 је преживело.

## Демографија
У пописима село је 1910. године имало 185 становника, 1921. године 145 , а 2002. године тај број је спао на 91.
У насељу Лочевци живи 80 пунолетних становника, а просечна старост становништва износи 51,5 година (51,3 код мушкараца и 51,7 код жена). У насељу има 37 домаћинстава, а просечан број чланова по домаћинству је 2,43.
Ово насеље је великим делом насељено Србима (према попису из 2002. године).
|  |

| Демографија | Демографија | Демографија |
| Година      | Становника  | Становника  |
| ----------- | ----------- | ----------- |
| 1948.       | 218         |             |
| 1953.       | 210         |             |
| 1961.       | 171         |             |
| 1971.       | 168         |             |
| 1981.       | 132         |             |
| 1991.       | 94          | 93          |
| 2002.       | 90          | 91          |
| 2011.       | 76          |             |

| Етнички састав према попису из 2002.‍ | Етнички састав према попису из 2002.‍ | Етнички састав према попису из 2002.‍ | Етнички састав према попису из 2002.‍ | Етнички састав према попису из 2002.‍ |
| ------------------------------------ | ------------------------------------ | ------------------------------------ | ------------------------------------ | ------------------------------------ |
|                                      |                                      |                                      |                                      |                                      |
| Срби                                 | Срби                                 |                                      | 88                                   | 97,77%                               |
| непознато                            | непознато                            |                                      | 1                                    | 1,11%                                |

| Година пописа     | 1948. | 1953. | 1961. | 1971. | 1981. | 1991. | 2002. |
| ----------------- | ----- | ----- | ----- | ----- | ----- | ----- | ----- |
| Број домаћинстава | 43    | 43    | 46    | 51    | 47    | 39    | 37    |

| Број чланова      | 1  | 2  | 3 | 4 | 5 | 6 | 7 | 8 | 9 | 10 и више | Просек |
| ----------------- | -- | -- | - | - | - | - | - | - | - | --------- | ------ |
| Број домаћинстава | 11 | 13 | 6 | 2 | 3 | 2 | 0 | 0 | 0 | 0         | 2,43   |

| Пол    | Укупно | Неожењен/Неудата | Ожењен/Удата | Удовац/Удовица | Разведен/Разведена | Непознато |
| ------ | ------ | ---------------- | ------------ | -------------- | ------------------ | --------- |
| Мушки  | 35     | 7                | 23           | 3              | 2                  | 0         |
| Женски | 45     | 5                | 24           | 15             | 1                  | 0         |
| УКУПНО | 80     | 12               | 47           | 18             | 3                  | 0         |

| Пол    | Укупно                    | Пољопривреда, лов и шумарство | Рибарство                            | Вађење руде и камена | Прерађивачка индустрија       |
| ------ | ------------------------- | ----------------------------- | ------------------------------------ | -------------------- | ----------------------------- |
| Мушки  | 15                        | 8                             | 0                                    | 0                    | 6                             |
| Женски | 12                        | 5                             | 0                                    | 0                    | 4                             |
| УКУПНО | 27                        | 13                            | 0                                    | 0                    | 10                            |
| Пол    | Производња и снабдевање   | Грађевинарство                | Трговина                             | Хотели и ресторани   | Саобраћај, складиштење и везе |
| Мушки  | 0                         | 0                             | 0                                    | 0                    | 0                             |
| Женски | 0                         | 0                             | 0                                    | 0                    | 0                             |
| УКУПНО | 0                         | 0                             | 0                                    | 0                    | 0                             |
| Пол    | Финансијско посредовање   | Некретнине                    | Државна управа и одбрана             | Образовање           | Здравствени и социјални рад   |
| Мушки  | 0                         | 0                             | 0                                    | 0                    | 0                             |
| Женски | 0                         | 0                             | 0                                    | 1                    | 0                             |
| УКУПНО | 0                         | 0                             | 0                                    | 1                    | 0                             |
| Пол    | Остале услужне активности | Приватна домаћинства          | Екстериторијалне организације и тела | Непознато            | Непознато                     |
| Мушки  | 0                         | 0                             | 0                                    | 1                    | 1                             |
| Женски | 0                         | 0                             | 0                                    | 2                    | 2                             |
| УКУПНО | 0                         | 0                             | 0                                    | 3                    | 3                             |